# Scipione in Cartagine
Scipione in Cartagine è un'opera in due atti di Saverio Mercadante, su libretto di Jacopo Ferretti. La prima rappresentazione ebbe luogo al Teatro Argentina di Roma il 26 dicembre 1820. Il lavoro ebbe «gran successo e fu l'opera della stagione».
Gli interpreti della prima rappresentazione furono:
| Personaggio | Interprete              |
| ----------- | ----------------------- |
| Scipione    | Claudio Bonoldi         |
| Lucio       | Carolina Bassi          |
| Erminia     | Carolina Neri Passarini |
| Annone      | Luigi Biondini          |
| Telgaste    | Gaetana Corini          |
| Rullo       | Lodovico Bonoldi        |

## Trama

### Atto I
A Cartagine si celebrano le nozze fra Lucio ed Erminia. Improvvisamente viene annunciato che sono giunti i romani guidati da Scipione, e Lucio deve lasciare la sposa. Poco dopo Scipione incontra Annone, padre di Erminia, e Lucio. Giunge Erminia, che prova a dissuadere gli uomini da ogni ostilità. Scipione si innamora della ragazza, e ordina ai soldati di rispettarla, mentre Annone e Lucio la scacciano. Avviene la battaglia, e i Cartaginesi soccombono. Erminia, sua sorella Telgaste ed Annone sono fatti prigionieri, ma Lucio non si trova e viene creduto morto. Rullo, un tribuno militare invidioso di Scipione, li porta al cospetto del suo generale. Ad assistere alla scena c'è pure Lucio, sopravvissuto e travestito. Quando Scipione approccia la ragazza, Lucio non si trattiene più ed esce allo scoperto, venendo catturato.

### Atto II
Scipione si prepara a tornare a Roma per il trionfo. Prova a convincere Lucio di passare dalla sua parte, e servire Roma, ma egli rifiuta sdegnoso. Intanto Annone ha corrotto Rullo con del denaro per liberarlo, e ora programma di attaccare i romani, assieme a Lucio e agli altri prigionieri cartaginesi. Lucio è smanioso di uccidere Scipione, ma quando questi ce l'ha davanti, rimane paralizzato dalla grandezza d'animo del generale romano, che gli offre il petto. Lucio getta la spada, mentre Scipione lo condanna a morte, con disperazione di Erminia. Telgaste piange la sorte della sorella, mentre Annone, venuto a sapere della condanna di Lucio, decide di svelare che è stato lui a organizzare l'attacco e il tradimento di Rullo. Scipione è, nel frattempo mosso a compassione da Erminia, e decide di liberare Lucio. Questi, in una cella, ode il canto nuziale del suo matrimonio, e crede sia fantasia, ma tutto d'un tratto arrivano Scipione, Erminia, Annone e Telgaste. Scipione annuncia che Rullo è stato condannato a morte, e permette a Lucio di sposare Erminia, liberandolo. L'opera si conclude col tripudio generale.

## Struttura musicale
- Sinfonia

### Atto I
- N. 1 - Introduzione Fior d'ogni fiore (Coro, Annone, Lucio, Erminia, Telgaste)
- N. 2 - Duetto Erminia e Lucio Tutta dal sen sparì
- N. 3 - Coro e Cavatina Scipione Dell'aquila romana - Là fra i sognati allori (Coro, Scipione)
- N. 4 - Quartetto Ah! perché, perché volete (Erminia, Scipione, Lucio, Annone)
- N. 5 - Aria Rullo Silenzio: tacete
- N. 6 - Aria Erminia Del mio pianto al mesto incanto (Erminia, Rullo, Annone, Telgaste, Coro)
- N. 7 - Finale I Della Tarpea pendice - Deh tergi quel pianto (Coro, Scipione, Lucio, Rullo, Erminia, Telgaste, Annona)

### Atto II
- N. 8 - Coro e Duetto Scipione e Lucio Sciogli le vele al vento - Non più sdegni: io t'offro amico
- N. 9 - Coro Più schiavi non siete (Annone, Coro)
- N. 10 - Aria Scipione Nel trapassar del pianto (Scipione, Coro, Erminia)
- N. 11 - Terzetto Lucio, Erminia e Scipione Per sempre, oh Dio! la perdo
- N. 12 -  Aria Telgaste Un freddo palpito
- N. 13 - Coro e Duetto Scipione ed Erminia Qual cura torbida - Sorprendermi vorresti
- N. 14 - Coro e Aria Finale Lucio Fior d'ogni fiore - Che dolce, e caro incanto! (Coro, Lucio, Erminia, Scipione)